# جک اوکانل (بازیگر)
جک اوکانل (به انگلیسی: Jack O'Connell) (زاده ۱ اوت ۱۹۹۰) بازیگر انگلیسی است.
از فیلم‌های معروف او می‌توان به بازی در فیلم شوالیه و روز و مجموعهٔ تلویزیونی اسکینز اشاره کرد.
او در فیلم شکست ناپذیر به کارگردانی آنجلینا جولی نیز ایفای نقش کرده‌است.
او همچنین در فیلم تب لاله بازی کرده‌است.
دوران تحصیلی اوکانل در مدرسه سینت بندیکت که مدرسه ای کاتولیک سپری شد اما در شانزده سالگی تحصیل را رها کرد تا به سراغ بازیگری برود. وی اولین بازیگری خودش را با ایفای نقش در اپیزودی از سریال «دکترها» آغاز کرد و پس از آن نیز در چهار اپیزود از سریال «بیل» حضور پیدا کرد. اولین فیلم اوکانل «اینجا انگلیس هست» نام داشت و دربارهٔ پسری بود که در دههٔ هشتاد در انگلستان رشد می‌کرد و مشکلات زیادی را از سر می‌گذراند.
پس از حضور در چندین اثر تلویزیونی، اوکانل به سراغ تئاتر رفت و در چندین نمایش بر روی صحنه خوش درخشید که توجهات زیادی را به خود جلب کرد. وی در سالهای بعد موفق شد در چندین اثر متوسط تلویزیونی حضور پیدا کند که از جمله آنها تریلر جنایی «هری براون» در کنار مایکل کین بود.
اوکانل پس از آمدن به هالیوود اولین نقش آفرینی خودش را در نقش یکی از سربازان یونانی در فیلم «۳۰۰ حیزش یک امپراطوری» تجربه کرد و سپس به عنوان نقش اصلی فیلم «شکست ناپذیر» انتخاب شد تا در نقش لوئیس زمپرینی که یک قهرمان المپیک بود بازی کند که نقش آفرینی وی در این فیلم باعث تحسین منتقدان شد.